# Mesa Gonia
Mesa Gonia (gr. Μέσα Γωνιά) – wieś w środkowej części wyspy Santoryn w archipelagu Cyklad w gminie Thira, Grecja.

## Zabytki
- Panaja Episkopi, bizantyjska świątynia z XI wieku z jedną z najcenniejszych ikon - Panagia Glikofiloussa[1].